# Appignano del Tronto
Appignano del Tronto este o comună din provincia Ascoli Piceno, regiunea Marche, Italia, cu o populație de 1.660 locuitori (1 ianuarie 2023) și o suprafață de 23,19 km².

## Demografie
Appignano del Tronto - evoluția demografică

|  | Graficele sunt indisponibile din cauza unor probleme tehnice. Mai multe informații se găsesc la Phabricator și la wiki-ul MediaWiki. |

Date: Recensăminte sau birourile de statistică - grafică realizată de Wikipedia